# ウォーレン郡 (インディアナ州)
ウォーレン郡（英: Warren County）は、アメリカ合衆国インディアナ州の西部、イリノイ州との州境とウォバッシュ川の間に位置する郡である。19世紀初期にインディアン以外の開拓者が入ってくる以前は幾つかのインディアン部族が住んでいた。1827年にインディアナ州55番目の郡として設立された。2010年国勢調査での人口は8,508人であり、2000年の8,419人から1.1％増加した。郡庁所在地はウィリアムズポート町（人口1,898人）であり、同郡で人口最大の町でもある。
州内でも最も田舎の郡の1つであり、人口では少ない方から3番目、人口密度は23人/平方マイル (8.9人/km2) である。郡内には4つの法人化された町があり、その総人口は約3,100人である。またその他に多くの小さな未編入町がある。郡内は12の郡区に分けられ、それぞれが地方レベルのサービスを行っている。
郡内の土地の大半、特に北部と西部の開けたプレーリーは農地になっている。州内でも生産性の高い農地である。南東部郡境に沿った川の近くは多くの丘陵、谷、水流があり、森も深い。郡内の雇用は農業、製造業、政府、教育および医療が多くを占めている。インディアナ州道4本が郡内を通り、他にアメリカ国道1本と鉄道路線1本が通っている。

## 歴史
ウォーレン郡となった地域にヨーロッパ人が入って来る前の長い間、ここはマイアミ族とキカプー族インディアンの領土境界にあった。18世紀までに多くのマイアミ族がさらに南に移り、ウォバッシュ川の北はポタワトミ族が占有した。地域最初のインディアンではない開拓者はおそらくフランス系カナダ人のザカライア・シコットであり、1802年ころにキカプー族やポタワトミ族と交易を始めた。1811年、ウィリアム・ハリソン将軍がビンセンズから軍隊を率いて、ティッペカヌーの戦いに赴いたとき、シコットは斥候を務めた。ハリソン軍が後にウォーレン郡となった地域を抜けて通った道はティピカヌー郡の戦場に通じていた。米英戦争終結後、シコットはウォバッシュ川沿いで交易を再開した。インディアナ州は1816年に州に昇格し、シコットは1817年に後にインディペンデンスの町となった場所に丸太小屋を建てた。他にも開拓者が入ってくるようになったのは1822年頃になってからだった。
ウォーレン郡は1827年3月1日にインディアナ州議会によって設立された。郡名はアメリカ独立戦争の初期、1775年のバンカーヒルの戦いで戦死したジョセフ・ウォーレン博士に因んで名付けられた。ウォーレンは将軍に任官されていたが、その発令がまだ有効ではなかったので、一兵卒としてこの戦いに参戦していた。短命に終わったウォーレントンの町が当初の郡庁所在地だった。これは1828年3月に郡政委員が選んだものだったが、翌年に郡庁を移す条例が成立し、1829年6月にはウィリアムズポートに移された。
初代郡庁舎はウォーレントンにあった丸太の家であり、初期開拓者の一人エノック・ファーマーの所有で、使用中のものだった。郡庁がウィリアムズポートに移されると、町の設立者ウィリアム・ハリソンの所有する丸太の家が庁舎となり、数年間は使われた。最初の庁舎として使うために建設された建物は、1835年に2,000ドルを掛けて完成した。さらに1872年、48,000ドルを掛けた新しい建物に代わり、三代目は新しく敷かれた鉄道の周りに成長した街の新区画に1886年に建設された。この建物は1907年の火事で焼失し、1908年、四代目で現庁舎の建物が同じ場所に115,000ドルを掛けて建設された。

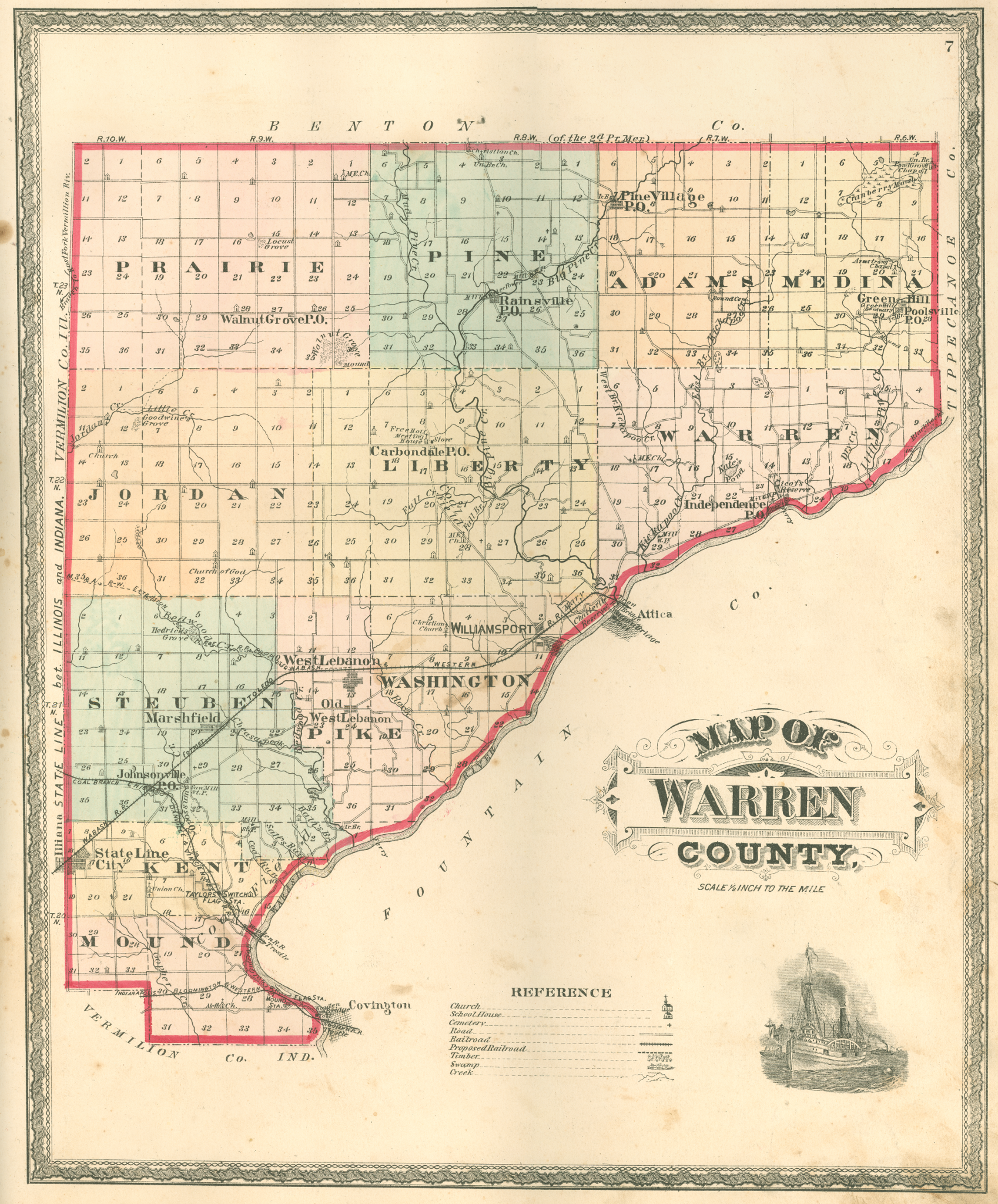
ウォーレン郡図。1877年の地図帳から

19世紀が進み、アメリカ合衆国のインディアン移住政策によって、インディアンはミシシッピ川の西に移住させられた。1830年、インディアン移住法が法制化され、この法はインディアナ州に住むポタワトミ族を直接対象にはしていなかったが、その移住に繋がる幾つかの条約が結ばれることになった。後にポタワトミ死の道と呼ばれる出来事の中で、移住を拒んでいた約860人のポタワトミ族が、インディアナ州からカンザス州への移動を強いられた。1838年9月14日、この集団はウィリアムズポート近くで宿営し、9月15日にはイリノイ州に入る前にウォーレン郡南西部で宿営することになった。カンザスの目的地に着くまでに40人以上の者が死に、その多くは子供達だった。そのうちの2人はウォーレン郡の2日目の宿営地で葬られた。
ウォーレン郡が作られたときに、ウォバッシュ川は交通や輸送に重要な存在だった。ザカライア・シコットは川を上り下りして交易を行い、アッティカ、ペリーズビル、ボルティモア、ウィリアムズポートといった町は川岸に近く設立されていたので繁栄した。1840年代、ウォバッシュ・アンド・エリー運河の運行が始まり、船による輸送の機会が広がったが、この運河の恩恵を受けた町は川の右岸（東側）にあった。この運河は南東のファウンテン郡側にあり、ボルティモアのような町はその結果として衰退した。ウィリアムズポートやペリーズビルなどの町は、運河から川に引く横道を付けて、運河の交通を利用できるようにした。1850年代に鉄道の建設が始まると、運河が時代遅れのものとなり、水路が無かった町にも輸送を可能にした。それでも運河は1870年代初期まで使われ続けた。

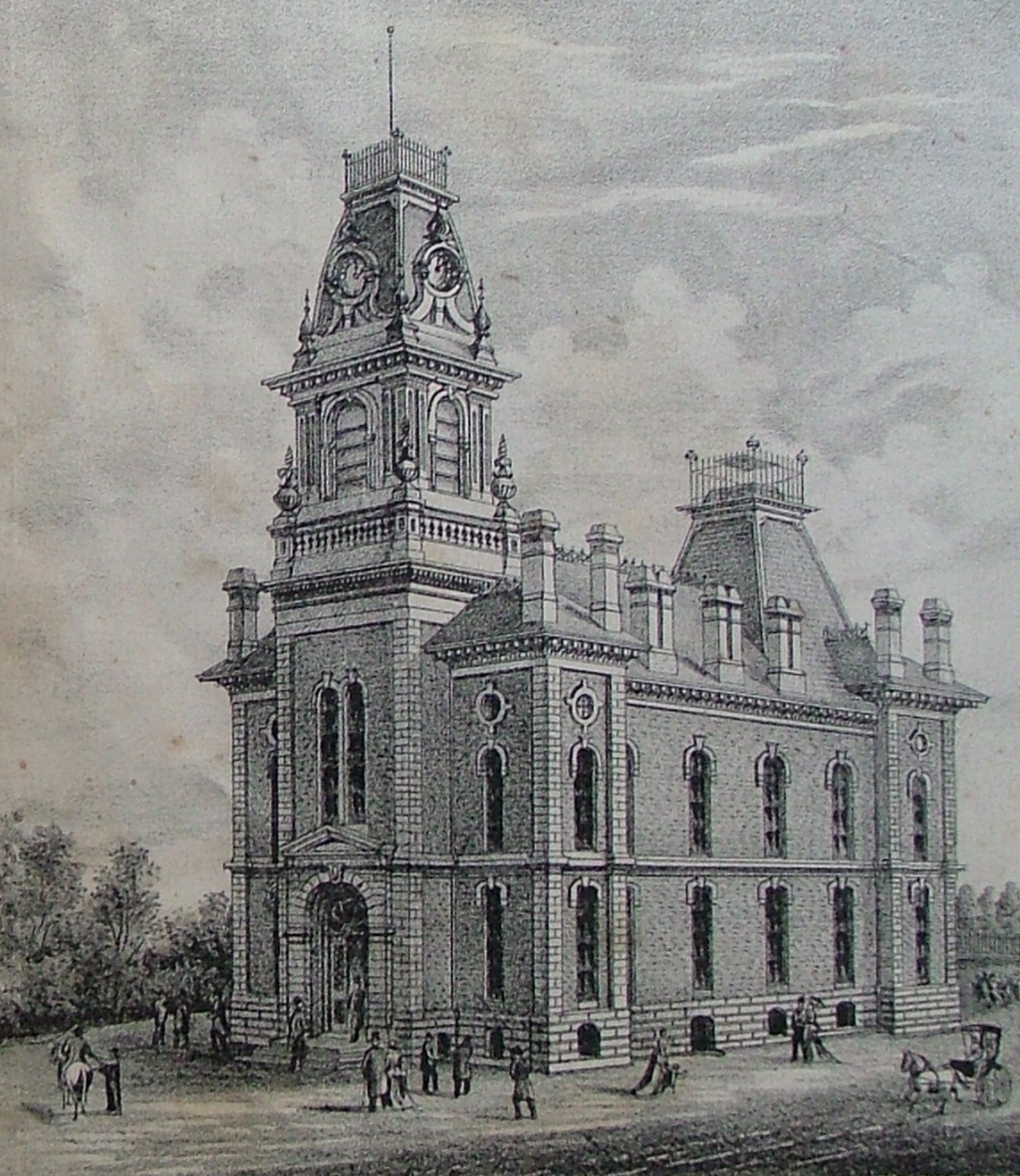
1877年に描かれた二代目の郡庁舎

ウォーレン郡を通る最初の鉄道路線は、1856年に建設されたトレド・ウォバッシュ・アンド・ウェスタン鉄道（後のウォバッシュ鉄道）の一部だった。この路線はウィリアムズポート近くで郡内に入って西進し、1857年には西の州境にあるステートラインシティまで延伸された。この沿線ではウェストレバノンが唯一の町だったが、線路は1マイル (1.6 km) ほど町を外れたので、ウェストレバノンの町自体が駅に近づくために北に移された。1869年、郡南部のマウンド郡区を通ってインディアナポリス・ブルーミントン・アンド・ウェスタン鉄道が建設された。それから数年後の1872年、シカゴ・ダンビル・アンド・ビンセンズ鉄道（パンプキン・バイン鉄道と呼ばれた）がイリノイ州ビスマークからウォーレン郡南東部を通って建設された。これはコビントンの南にある炭田から石炭を運ぶ目的があった。1870年代後半に起きた炭鉱労働者の暴動が石炭の流れを止め、さらに鉄道会社財政状態が悪かったこともあって、1880年までに鉄道路線の多くは廃止され、残った所も数年のうちに撤去された。これと同時期の1880年代初期、シカゴ・アンド・インディアナ石炭鉄道が郡内を南北に抜ける路線の運行を始めた。これが後にシカゴ・アンド・イースタンイリノイ鉄道の一部になったが、1920年には財政的な理由で廃線になった。1921年に新しい会社がシカゴ・アッティカ・アンド・サザン鉄道として運行を再開したが、この新会社も財政的な問題を抱え、1946年には軌道が撤去された。これとは別に1903年に、ニューヨーク・セントラル鉄道の一部が地域に建設された。南西のダンビルから郡内に入り、北に向かってスローンやスチュワートの小さな町を抜け、北のベントン郡に入るものだった。1970年代にこの路線はペン・セントラル鉄道に、さらにコンレールのものとなり、1990年代に運行が止まって、線路は外された。ただしスチュワートから北の部分は残されてビーライン鉄道となり、スチュワートの穀物加工施設が利用している。
ウォバッシュ・キャノンボールはウォバッシュ鉄道が走らせた旅客列車であり、1949年からミシガン州デトロイトとミズーリ州セントルイスの間を走った。1964年9月19日、南行きのキャノンボールがジョンソビルの踏み切りで、コンクリートブロックを積んだトラックと衝突した。トラックの運転手は即死したが、列車が遅延しただけで、他に死者は出なかった。列車の方では機関が火を噴いたときに機関士と釜焚きが重傷を負い、50人の乗客のうちの約半数が負傷した。1,000フィート (300 m) 以上の線路が剥がれ、被害総額は50万ドル以上と推計された。キャノンボールの最終運行は1969年だった。
ウォーレン郡の人口は19世紀後半を頂点とし、20世紀に入って減り続けた。これは中西部の田園部の多くと同様だった。1920年代に自動車が多用されるようになると小さな町の役目が無くなり、さらに1930年代の世界恐慌に追い討ちを掛けられた。1940年代から1950年代の第二次世界大戦と経済復興により、人々は地域の成長する都市でより良い仕事に就くようになり、これがさらに小さな町を衰退させた。1980年代には作物価格の低落、農夫の大きな負債などの経済的な要因で「農業危機」が起こり、人口はさらに減少した。
ファウンテン郡とウォーレン郡を対象にした最初の郡祭は1853年9月6日と7日にインディペンデンスで開催された。その2年後に祭りはファウンテン郡で開催され、ウォーレン郡の農夫の参加が減った。1856年、郡北部の農夫がパインビレッジの東で祭を開催し、これが1864年まで毎年続けられた。ウェストレバノンが次の開催地となり、1883年まで続いた。この町の北西にある祭会場が発展していった。後に郡祭は郡庁所在地のウィリアムズポートで開催されるようになり、これが今日も続いている。現在は4H祭となっている。
郡内の小さな町であるクラマーが国際的な評判を呼んだことがあった。1890年に25万ドルを掛けて建設されたホテル・マッドラビアが、近くにある癒し効果のあるとされる天然泉に世界中からの訪問者を惹きつけた。ジェイムズ・ウィットコーム・ライリー、ジョン・L・サリバン、ハリー・ラウダーといった著名人がこのホテルに滞在したが、1920年に火事で焼失した。後にこの泉の水はインディアナポリスを本拠にするキャメロン・スプリングス会社によって瓶詰めされ、販売された。この会社は2000年に約1,050万ドルでペリエ社に買収された。2008年時点でも泉水は販売されており、様々な名前で市場に出ている。

## 地理

ウォーレン郡図

東のティピカヌー郡から流れてくるウォバッシュ川が郡の南東側境界になっている。その地形は丘陵が多く、森林に覆われている。川の対岸はファウンテン郡である。対照的に北西部は主に平坦な農地であり、これが北のベントン郡まで続いている。西側の郡境はイリノイ州ヴァーミリオン郡との州境になっている。南側は同様な名前のインディアナ州バーミリオン郡の北端と短い距離で接している。州都インディアナポリス市は南東に約70マイル (110 km) の距離にある。
州内で最も落差の大きい滝であるウィリアムズポート滝がウィリアムズポート中心街にある。フォール・クリークと名付けられた水流が町を流れ、郡庁舎から1,000フィート (300 m) もない場所にある高さ90フィート (30 m) の砂岩の岩棚から落ちている。インディペンデンスの北東には稀なシルト岩の湿地であるブラックロック・バーレンズ自然保護地があり、近くにあるワイラー・レオポルド自然保護地と共に、湿気のある低地にはエンレイソウ、フロックス、野生ヒヤシンス、乾燥した斜面にはザイフリボク、バイカカラマツソウ、バーズフットスミレ、キイロルリハコベなどが自生している。郡内ではウォバッシュ川に次いで大きいビッグパイン・クリークはインディアナ州天然資源省によって景観カヌー・トレイルに指定され、カスケード滝と穴がある地域のフォール・クリーク峡谷自然保護地近くを通っている。

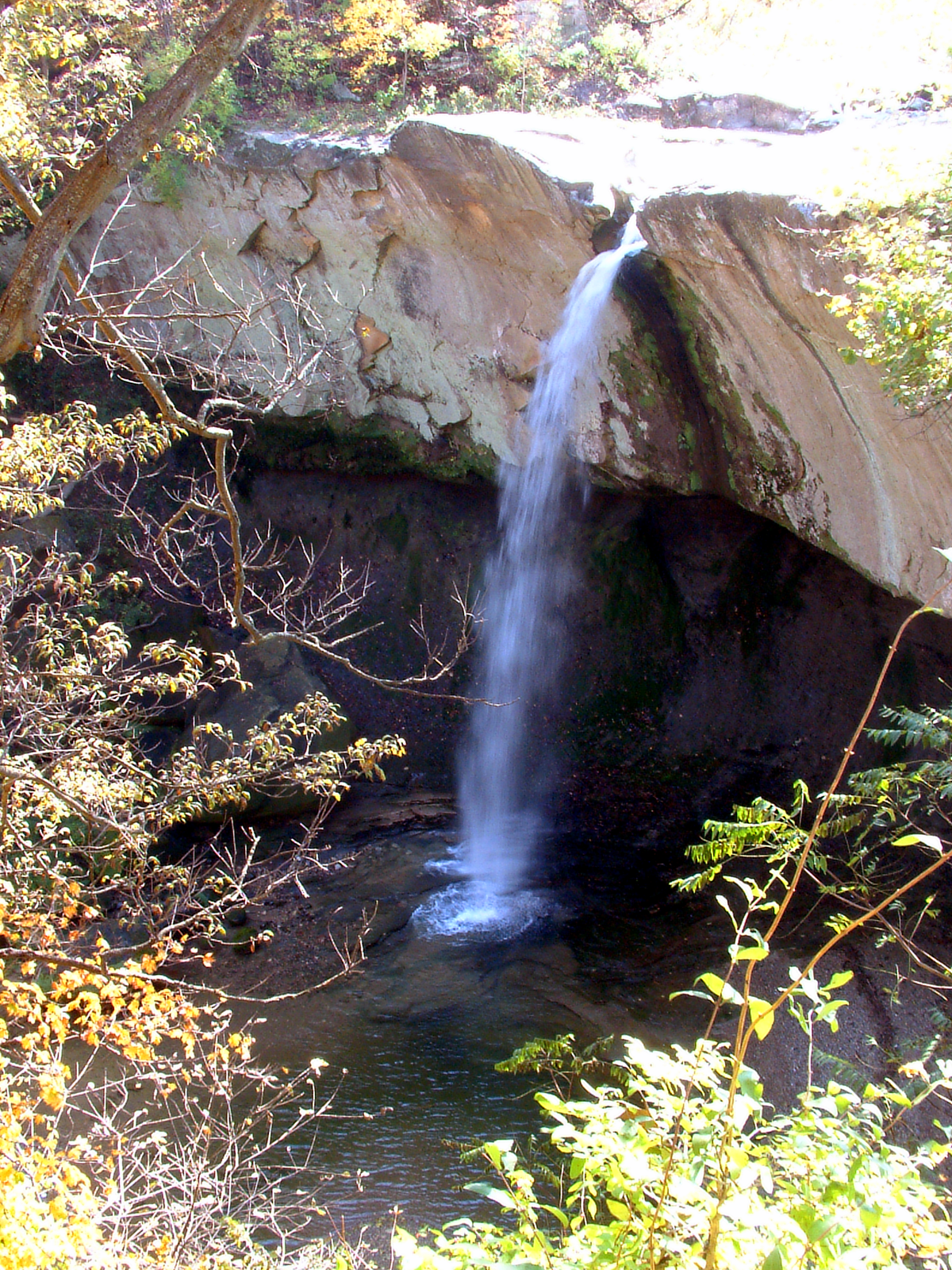
ウィリアムズポート滝

アメリカ合衆国国勢調査局に拠れば、郡域全面積は366.40平方マイル (949.0 km2)であり、このうち陸地364.68平方マイル (944.5 km2)、水域は1.72平方マイル (4.5 km2)で水域率は0.47％である。郡内の標高は、ウォバッシュ川が南のバーミリオンに入る所が海抜480フィート (150 m)、北東のプレーリー郡区が同830フィート (250 m) となっている。地形はほとんど平坦であるか、シルトやロームを重ねた氷河性漂礫層のモレーンに向かって緩やかに傾斜している。ウォバッシュ川の沿岸だけは砂、礫、砂岩、頁岩が露出している。様々な形態のシルト・ローム層が土壌の大半を形成しており、農業に適している。森林が約14％を覆っており、主に主要な水路近くにある。大半はカエデからブナ、オークからヒッコリーの落葉樹林である。
郡内唯一の炭鉱がストイベン郡区のウォバッシュ川に近い南東部にある。
ウォーレン郡が1827年に設立されたとき、4つの郡区に分割された。すなわちメディナ、ウォーレン、パイク、マウンドの各郡区だった。その後長い間には郡区境に多くの変更が加えられ、新しく8つの郡区が作られた。1830年3月に作られたパイン郡区とワシントン郡区がその初めのものだった。1834年にはストイベン郡区が続いた。1843年にリバティ郡区、1848年にアダムズ郡区、1850年にジョーダン郡区が作られた。1864年に作られたケント郡区とプレーリー郡区が最後のものだった。2000年時点でプレーリー郡区の人口密度は6.1人/平方マイル (2.4 人/km2) で最小である。広さは50平方マイル (130 km2) に近く、他のどの郡区よりも大きいが、郡区内に法人化された町は無い。人口密度が高いのはワシントン郡区であり、123人/平方マイル (47 人/km2) となっており、最大の町であるウィリアムズポートが入っている。広さは約20平方マイル (52 km2) に過ぎない。
郡内には4つの法人化された町がある。最大の町はウィリアムズポートであり、郡の東部、ウォバッシュ川の西岸にある。東岸のファウンテン郡アッティカ市からは直ぐ下流にあたる。2010年の人口は1,898人であり、郡人口の4分の1に近い。ウェストレバノン町はウィリアムズポートの西約5マイル (8 km) にあり、州道28号線に沿っている。人口は723人である。パインビレッジ町はウィリアムズポートの北約11マイル (18 km) にあり、州道55号線が同26号線と交わるところにあり、郡内では北端に近い。人口は217人である。ステートラインシティ町は郡南西部にあり、西側境界はイリノイ州との州境である。人口は最少で143人である。イリノイ州側にイリニアという小さな町がある。

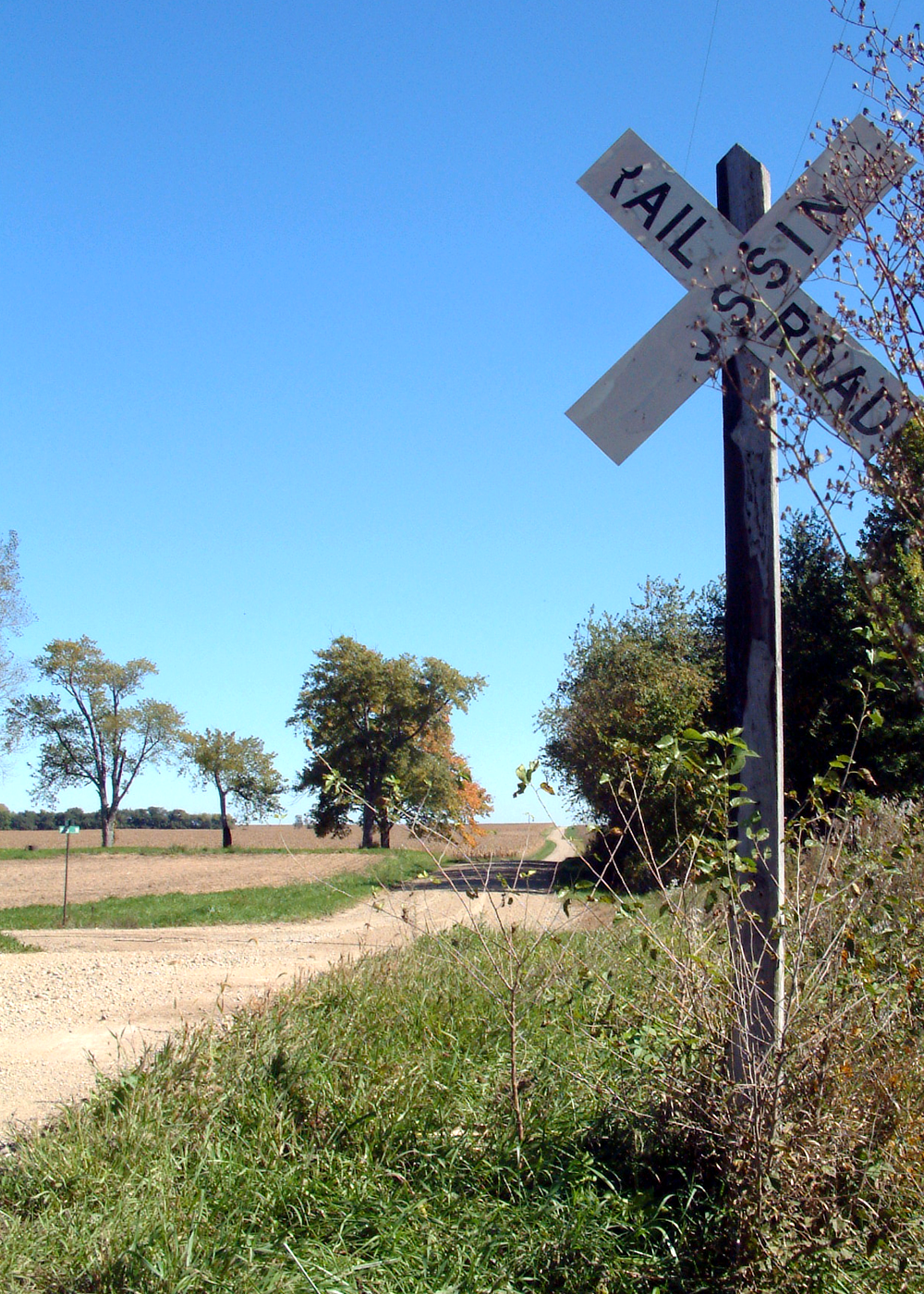
スローンの鉄道踏切り

上記法人化された町に加えて郡内には10以上の小さな未編入町がある。それらは昔活動の中心だった。現在はほとんど住居のみだが、幾つかの町には教会もあり、小さな企業もある。ジョーダン郡区にはヘドリック、ペンス、スチュワートがある。スチュワートは穀物の加工施設と住居1戸のみである。ストイベン郡区にはジョンソンビルがあり、教会1つと住宅が一握り有る。マーシュフィールドには自動車修理工場と穀物倉庫、さらに教会がある。インディペンデンスは1832年に設立され、ザカライア・シコットが交易拠点とした場所である。シコットは町の北にある墓地に葬られている。ウィンスロップという小さな町と共にウォーレン郡区に属している。リバティ郡区には3つの町がある。カーボンデール、ジュディビル、クラマーである。クラマーはホテル・マッドラビアがあった場所に近い。幾つかの郡区には1つの町しかない。マウンド郡区にはフォスターがあり、モーテル1軒と幾つかの家屋がある。郡北東隅のメディナ郡区にはグリーンヒルの町のみである。プレーリー郡区もタブの町1つであり、郡区の土地はほとんど農地で、大型の穀物加工施設が唯一残っている事業である。パイン郡区唯一の町はレインズビルである。
生き残れなかった町もあった。川の町ボルティモアは、鉄道が交易と輸送の手段となって川の交通が斜陽になるまで、交易の中心として栄えた。町が栄えた時からずっと後になって建設された家屋1軒が今残っている全てである 。ウォーレントンは郡庁所在地として期待される始まりだったが、庁舎が移された後に衰退を始め、今日では跡形も無い。チェサピークはストイベン郡区で最初の町だったが、1833年には郡史に何も載らないほどに早く衰退していた。ブリスコは大きくなることも無かったが、1850年代から1920年代まで学校があった。20世紀の末までに消失した。チャッタートンには学校、店舗、郵便局があったが消失した。ただし地図には掲載され続けている。その他に企画されたが実現されなかった町もあった。ドレッサーは家屋の集合以上のものになることもなかったが、20世紀への変わり目には郵便局があった。キカプー、ロカストグローブ、スローン、ウォルナットグローブの町もこれと似たり寄ったりだった。ポイントプレザントは設立者の家屋と酒屋以外に開発されることも無く、後には「ペーパータウン」と呼ばれた。
| 郡区           | 設立年 | 面積 平方マイル | 面積 km2 | 人口 2000年 | 町 (太字は法人)                        | 廃村                                   |
| -------------- | ------ | --------------- | -------- | ----------- | -------------------------------------- | -------------------------------------- |
| アダムズ       | 1848年 | 27.03           | 70.01    | 561         | パインビレッジ                         | チャッタートン                         |
| ジョーダン     | 1850年 | 40.53           | 104.98   | 254         | ヘドリック、ペンス、スチュワート       |                                        |
| ケント         | 1864年 | 14.10           | 36.51    | 421         | ステートラインシティ                   |                                        |
| リバティ       | 1843年 | 44.00           | 113.95   | 850         | カーボンデール、ジュディビル、クラマー |                                        |
| メディナ       | 1827年 | 27.15           | 70.33    | 452         | グリーンヒル                           |                                        |
| マウンド       | 1827年 | 16.79           | 43.48    | 438         | フォスター                             | ボルティモア                           |
| パイク         | 1827年 | 17.57           | 45.51    | 1,185       | ウェストレバノン                       |                                        |
| パイン         | 1830年 | 36.09           | 93.48    | 436         | レインズビル                           | ブリスコ、ポイントプレザント           |
| プレーリー     | 1864年 | 47.80           | 123.81   | 290         | タブ                                   | ロカストグローブ、ウォルナットグローブ |
| ストイベン     | 1834年 | 39.60           | 102.57   | 427         | ジョンソンビル、マーシュフィールド     | チェサピーク、ドレッサー、スローン     |
| ウォーレン郡区 | 1827年 | 36.42           | 94.33    | 754         | インディペンデンス、ウィンスロップ     | ウォーレントン、キカプー               |
| ワシントン     | 1830年 | 19.51           | 50.53    | 2,351       | ウィリアムズポート                     |                                        |
| ウォーレン郡   | 1827年 | 366.60          | 949.49   | 8,419       |                                        |                                        |

## 気候と気象
ウォーレン郡は州内大半の地域と同様湿潤大陸性気候にあり、ケッペンの気候区分は"Dfa"である。冬は寒く、乾期が無く、夏は暑い。
近年、郡庁所在地であるウィリアムズポート町の平均気温は1月の13°F (-11 ℃) から7月の84°F (29 ℃) まで変化している。過去最低気温は1999年1月に記録された-24°F (-31 ℃) であり、過去最高気温は1995年7月に記録された99°F (37 ℃) である。月間降水量は2月の1.59インチ (40 mm) から6月の4.50インチ (114 mm) まで変化している。
1922年4月17日、激しい竜巻がウォーレン郡を襲った。南部ジョーダン郡区のヘドリックの町がほとんど全て破壊され、近隣の町の建物も同様だった。数人の死者が出た。1950年から2009年の間で、郡内では10個の竜巻が発生した。死傷者は出なかったが、被害総額は300万ドル以上と推計されている。
ウォーレン郡は1978年の大吹雪の影響も受けた。これは幾つかの州にもおよび、インディアナ州の歴史の中では最悪のものだった。1月下旬に降雪量は20インチ (51 cm) に達し、強風によって吹き寄せられた積雪量は10フィート (3 m) にもなった。地元の学校は17日間も閉鎖され、5日間雪に閉じ込められた住人もいた。

## 交通

### 主要高規格道路
ウォーレン郡に州間高速道路は通っていないが、 州間高速道路74号線が郡南側郡境から半マイル (800 m) の所を通っている。アメリカ国道は総延長約20マイル (32 km)、インディアナ州道は総延長約86マイル (138 km) が郡内を通っている。郡道の総延長は約550マイル (890 km) ある。この中でおよそ3分の1は舗装路であり、残りは砂利敷きか突き固められた土道である。
 アメリカ国道41号線は、北のベントン郡から郡内に入り、郡中央を抜けてから東に転じ、ウィリアムズポートとアッティカの間でウォバッシュ川を渡った後に南に向かっている。 アメリカ国道136号線は郡の最南部を通っており、コビントンとダンビルを繋いでいる。

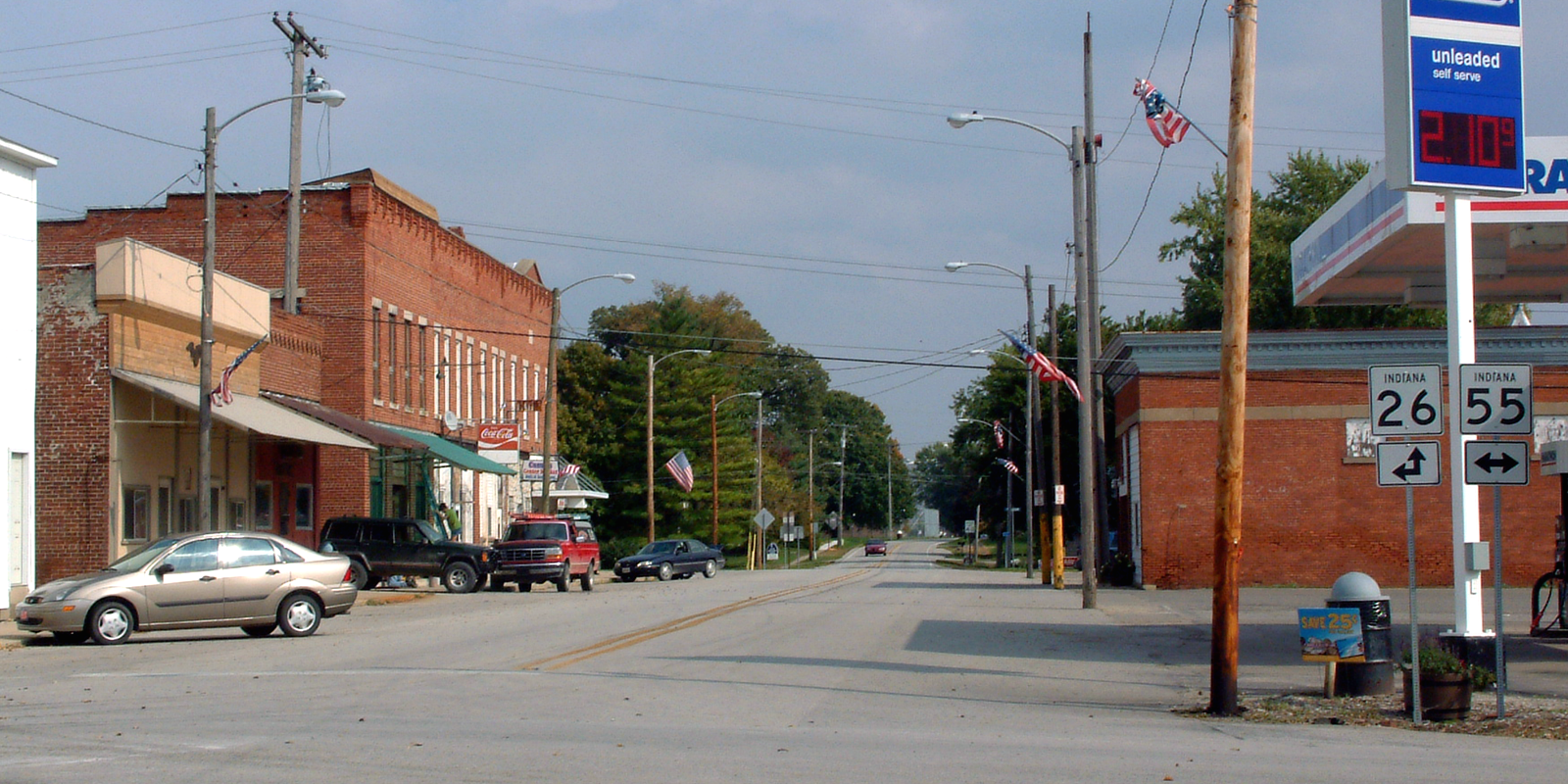
パインビレッジの町の州道26号線と同55号線の交差点

郡北部では、 インディアナ州道26号線がイリノイ州との州境から始まり、パインビレッジを抜ける。ここでは北のオックスフォードから南のアッティカに向かう インディアナ州道55号線と交差する。 26号線はその後東に進み、ラファイエットを通ってオハイオ州との州境に向かう。同様に インディアナ州道28号線もインディアナ州からオハイオ州に向かう途中で郡内を横切っている。この道はウェストレバノンとウィリアムズポートを結び、アッティカを通って東に進む。
4車線の インディアナ州道63号線は、郡中央近くでアメリカ国道41号線から始まり南に向かう。 どちらの道路も約60マイル (97 km) 南のテレホート市に向かうが、アメリカ国道41号線がウォバッシュ川の東岸を下るのに対し、州道63号線は西岸を下って行く。元2車線だった63号線を直線化し現在のものに変える工事は1960年代後半に始まり、1980年代初期に完成した。現在2車線の インディアナ州道263号線は元の63号線の1部であり、元のルートから離れて13マイル (21 km) の産業道路となり、ウェストレバノンを抜けると川沿いに進み、郡南端で元のルートに戻る。 インディアナ州道352号線の短区間が郡北西隅にある。郡境すなわち州境に沿ってインディアナ州道26号線から北に僅か1マイル (1.6 km) 進むと郡を離れてベントン郡に入り、アンビアという小さな町に入る。

### 鉄道
イリノイ州ダンビルとインディアナ州ラファイエットを繋ぐノーフォーク・サザン鉄道の路線が郡内では最も利用の多いものであり、毎日約45編成の貨物列車を走らせている。ステートラインシティで郡内に入り、ジョンソンビル、マーシュフィールド、ウェストレバノンの北東側を通り、郡から出てアッティカに至っている。他に運行頻度は少ないが短距離線2本が運行されている。ビーライン鉄道は主に農作物の運送に使われ、北のスチュワートからタブを経てベントン郡に入る約10マイル (16 km) であり、ベントン郡ではカンカキー・ビーバービル・アンド・サザン鉄道に接続されている。バーミリオンバレー鉄道は、コビントンに近いフレックス・N・ゲイトの工場から、西にフォスターを通り、ダンビルでCSXトランスポーテーションに接続する6マイル (10 km) の路線である。

### 空港
最も近い空港はイリノイ州ダンビルにある小さなバーミリオン地域空港である。パデュー大学空港はインディアン州で2番目に利用の多い空港であり、北東に隣接するティピカヌー郡にあるパデュー大学が運営している。インディアナポリス国際空港は南東約90マイル (140 km) に位置している。

## 経済

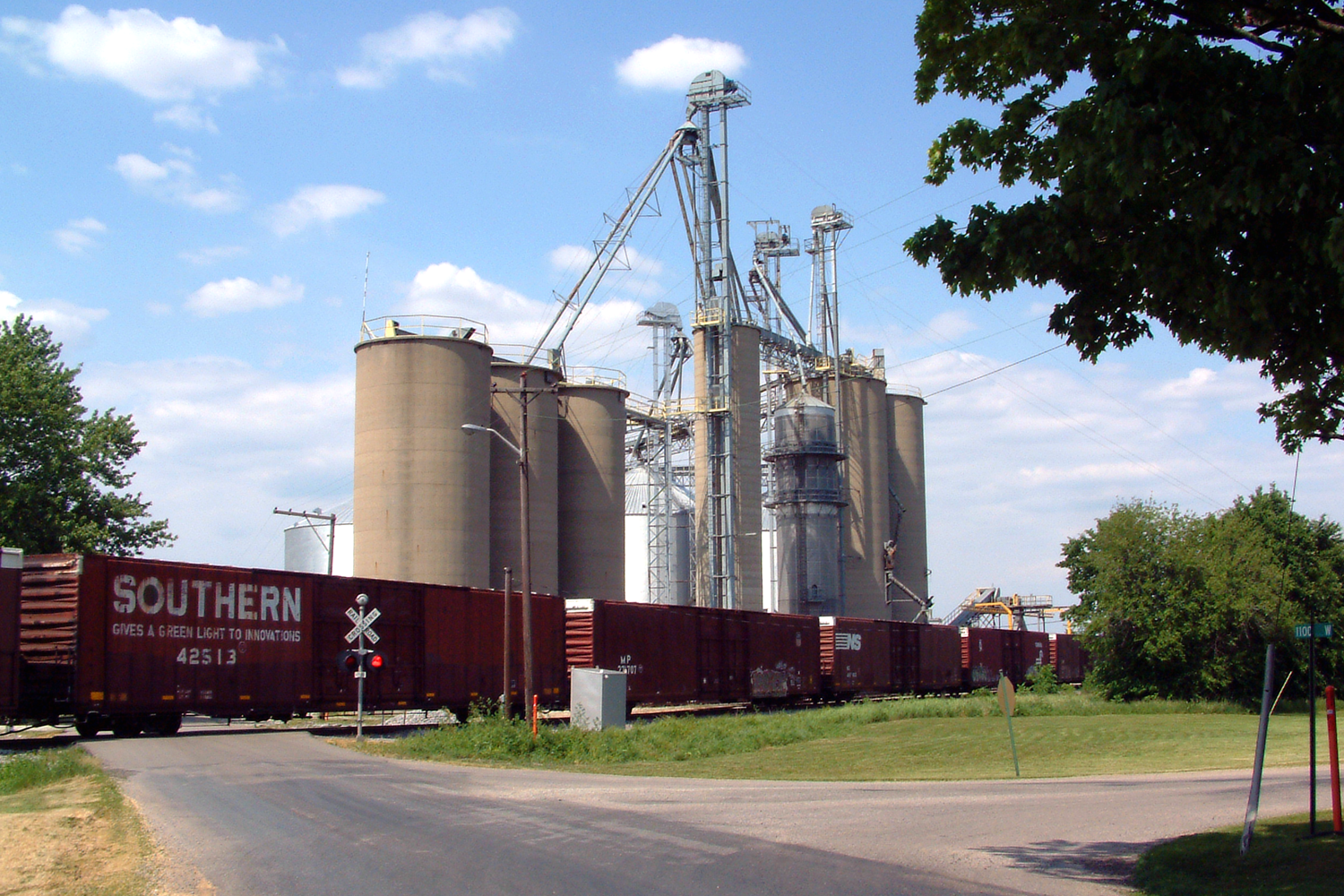
ステートラインシティの穀物倉庫の側を通過するノーフォーク・サザン鉄道の貨物列車

ウォーレン郡の経済は4,815人の労働力に支えられているが、2010年7月時点の失業率は8.8％だった。農業が重要な部分を占めており、労働力の約14％を雇用している。たいていの町には穀物倉庫がある。町によってはその倉庫が町で唯一の事業であることもある。農地は非常に生産性が高く、単位面積当たりの収量では、インディアナ州の郡の10傑に入っている。2009年、トウモロコシは94,700エーカー (383 km2) の畑に植えられ、93,100 エーカー (377 km2) から収穫された。1エーカー当たり187ブッシェル (117kg/2) を収穫し、総生産量は1,740万ブッシェル (441,980 トン)となった。大豆は約72,000エーカー (290 km2) に播かれて、1エーカー当たり55ブッシェル (37kg/2) を収穫し、総生産量は396万ブッシェル (107,774 トン)となった。 少量の干し草（3,700エーカー、15 km2）と冬小麦も栽培しており、また3,600頭の牛を飼育している。郡内の土地234,413エーカー (948.64 km2) のうち約86％は農作物の生産用地になっている。
労働力のうち約14％は州と郡の政府および学校を含む行政部門で働いている。非政府部門では製造業が最大産業であり、約17％を雇用している。製造業は幾つかの会社がある。フレックス・N・ゲイトは自動車部品の組み立てと倉庫を運営しており、コビントンの西にある元オーリン社の工場750エーカー (3 km2) を使っている。ウィリアムズポートにはTMFセンターがあり、建設機械とトラックの部品を製造している。GLテクノロジーズは工業用工具を販売している。クリ・テックは工業用ホースと部品を生産している。ウェストレバノンにあるトル・フレックス・メタルホースは1962年以来線条を編み波形にした可撓性金属ホースを生産している。ダイナ・ファブもウェストレバノンにあり、金属の打ち抜きと溶接を得意にしている。ウィリアムズポートにあるセントビンセント病院と介護施設も重要な雇用主である。医療と社会サービスに労働力の9.8％が関わっている。
ウォーレン郡の東西にある人口の多い郡には、より大きな経済圏があり、例えばティピカヌー郡のラファイエットやウェストラファイエット各市では雇用機会や商売のチャンスがある。イリノイ州バーミリオン郡のダンビル市も同様である。
郡内の電力は3つの電力会社から供給されている。デューク・エナジーとウォーレン郡田園部電力協同組合が大半を供給しており、郡の北端ではNIPSCOから電力を得ている。

## 教育と医療
ウォーレン郡の公共教育はウォーレン郡メトロポリタン教育学区が管理している。この中にはウェストレバノンの北にシーガー記念中・高校があり、1957年に学校陶業事業の一環として建設された。2009年から2010年の教育年度で生徒数は634人であり、前年は90人の卒業生を出した
郡内にカレッジや大学は無いが、近接する郡には幾つかある。ティピカヌー郡ウェストラファイエット市にあるパデュー大学は、著名な大学院を持つ公有地貸与大学であり、約20マイル (32 km) 北東にある。イリノイ大学アーバナ・シャンペーン校がもう一つの研究型公有地貸与大学であり、西に約50マイル (80 km) の位置にある。アイビー・テック・コミュニティカレッジ・オブ・インディアナは州内に23のキャンパスがあり、一番近いものはラファイエット市にある。ダンビル地域コミュニティカレッジは公立2年制のカレッジであり、隣接するイリノイ州バーミリオン郡内にあって、ウィリアムズポートからは南西に約約20マイル (32 km) の距離である。
ウィリアムズポートとウェストレバノンの町には公共図書館がある。ウィリアムズポート・ワシントン郡区公共図書館は2002年に建設され、1927年に建設されていたカーネギー図書館の代替となった。ウェストレバノン・パイク郡区公共図書館は1916年に建設されたカーネギー図書館に入っており、2006年に拡張された。
郡唯一の病院がセントビンセント・ウィリアムズポート病院であり、インディアナポリス市に本拠を置くセントビンセント医療が16床の救急医療施設を運営している。この病院は24時間救急医療体制があり、救急搬送サービスも行っている。ウィリアムズポートには「ザ・ウォーターズ・オブ・ウィリアムズポート」という介護施設があり、高齢者を対象に医療とリハビリテーションを行う96床の施設である。

## 郡政府
郡政府は憲法による政体であり、インディアナ州憲法とインディアナ州法典によって特別の権力を認められている。

### 郡政委員会
郡政委員会は郡政府の立法府であり、郡の歳出や歳入を管理している。委員は郡内の選挙区から選出され、任期は4年間である。給与、年間予算、特別支出を設定する責任がある。郡レベルで所得税や資産税、消費税、サービス税を課する限定付き権限があるが、所得税と資産税は州の承認を要する。
2010年、郡の予算は地区の学校に約220万ドル、郡の運営とサービスに280万ドルを当て、総計約500万ドルとなっていた。

### 行政委員会
行政委員会は郡政府の行政府である。3人の委員は郡全体を選挙区に選出され、任期は4年間で2年毎に半数が改選される。行政委員会は郡政委員会が決めた法を実行し、税金を集め、郡政府の日々の機能を管理する責任がある 。

### 郡裁判所
ウォーレン巡回裁判所は一般司法権のある第一審である。民事、刑事、遺言検認、少年事件、小さな訴訟について最初の審問を行う。大半の事件では、この裁判所の判決をインディアナ州控訴裁判所あるいは最高裁判所に控訴できる。この判事は6年間任期で選出され、4年間任期で選出される事務官が補助している。

### 郡政府役人
上記以外に、保安官、検視官、監査官、財務官、登記官、測量士および巡回裁判所事務官が選挙で選ばれている。任期は4年間であり、郡政府の異なる部門を監督している。郡政府に選ばれる役人は支持政党を公にすることが求められ、また郡の住人でなければならない。
各郡区には消防と救急サービスを管理し、生活保護と墓地の管理などを行う委託者がいる。これを3人の委員からなる郡区委員会が補助する。委託者と郡区委員は4年間任期で選出される。
ウォーレン郡はアメリカ合衆国下院議員インディアナ州第8選挙区に属している。インディアナ州議会上院では郡の大半が第38選挙区に属しているが、ウォーレン、ワシントン各郡区は第23選挙区に属している。下院では郡の西部が第42選挙区に属しており、東部のアダムズ、メディナ、ウォーレン各郡区は第26選挙区に属している。

## 人口動態
以下は2000年の国勢調査による人口統計データである。
| 基礎データ - 人口: 8,419人 - 世帯数: 3,219 世帯 - 家族数: 2,423 家族 - 人口密度: 9人/km2（23人/mi2） - 住居数: 3,477軒 - 住居密度: 4軒/km2（10軒/mi2） 人種別人口構成 - 白人: 99.09% - アフリカン・アメリカン: 0.08% - ネイティブ・アメリカン: 0.14% - アジア人: 0.18% - 太平洋諸島系: 0.02% - その他の人種: 0.07% - 混血: 0.42% - ヒスパニック・ラテン系: 0.44% 先祖による構成 - ドイツ系：19.2％ - アメリカ人：15.7％ - アイルランド系：10.1％ - イギリス系：9.6％ | 年齢別人口構成 - 18歳未満: 26.0% - 18-24歳: 6.6% - 25-44歳: 28.0% - 45-64歳: 25.5% - 65歳以上: 13.9% - 年齢の中央値: 38歳 - 性比（女性100人あたり男性の人口） - 総人口: 102.8 - 18歳以上: 95.7 世帯と家族（対世帯数） - 18歳未満の子供がいる: 33.3% - 結婚・同居している夫婦: 64.9% - 未婚・離婚・死別女性が世帯主: 6.8% - 非家族世帯: 24.7% - 単身世帯: 21.2% - 65歳以上の老人1人暮らし: 10.5% - 平均構成人数 - 世帯: 2.58人 - 家族: 2.98人 収入と家計 - 収入の中央値 - 世帯: 41,825米ドル - 家族: 48,647米ドル - 性別 - 男性: 35,444米ドル - 女性: 21,265米ドル - 人口1人あたり収入: 18,070米ドル - 貧困線以下 - 対人口: 6.5% - 対家族数: 4.0% - 18歳未満: 9.2% - 65歳以上: 8.0% |

## メディア
ウォーレン郡最初の新聞は「ザ・ウォバッシュ・コマーシャル」であり、1850年代にウィリアムズポートで印刷され発刊された。1854年に社主が代わり、新聞名は「ザ・ウォーレン・レパブリカン」と変わったが、これは共和党が結成された年だった。1870年までに数回社主が変わり、その後の40年間は1人の社主の下で発行された。1891年には別に「ザ・ウォーレン・レビュー」という新聞が発刊されて、数回社主が変わっていたが、両紙は1914年に「ザ・レビュー・レパブリカン」として統合され、現在は「ウォーレン郡で唯一の新聞」をうたっている。現在は6つの州で新聞を製作し、その他の印刷物を配布しているコミュニティ・メディアグループが所有している。ウェストレバノンにも南北戦争頃に発行を始めた新聞が幾つかあった。最近のものは「ザ・ガゼット」であり、1800年代後半から1900年代初期まで発行された。これより前にも幾つかの新聞が異なる名前で印刷され、社主も変化した。1912年、パインビレッジで「センティナル・ニューズ」という新聞を発行していた。「ザ・ニーバー」はファウンテン郡とウォーレン郡で配付されている週刊紙である。
最も近い大規模テレビ市場はインディアナポリス市のものである。より小さなラファイエット市場の方が近く、ウォーレン郡で受信可能な放送局が幾つか入っている。イリノイ州シャンペーンの市場は郡南西部に近く、受信可能範囲にある。ウォーレン郡を本拠にするラジオ局は無いが、受信可能な範囲に幾つかAM局とFM局がある。州内ではラファイエット市とテレホート市、イリノイ州ではダンビル市とシャンペーン・アーバナ地域のものである。

## 原註
1. ↑  A $2,000 capital expense in 1835 would be roughly equivalent to $1,030,000 in 2009.[20]
2. ↑  A $48,000 capital expense in 1872 would be roughly equivalent to $11,300,000 in 2009.[20]
3. ↑  A $115,000 capital expense in 1908 would be roughly equivalent to $15,500,000 in 2009.[20]
4. ↑  A $250,000 capital expense in 1890 would be roughly equivalent to $47,000,000 in 2009.[20]